# Christian Flechtenmacher
Christian Flechtenmacher (Brassó, 1785. szeptember 24. – Jászvásár, 1843. május 13.) erdélyi szász jogász, költő, a Moldvai Fejedelemség polgári törvénykönyvének egyik megalkotója, Alexandru Flechtenmacher zeneszerző apja.

## Élete
Apja kőművesmester volt. A gimnáziumot és bölcseleti osztályt szülővárosában végezte s ugyanott a városi tanácsnál 1806-ban mint titkárt alkalmazták, 1808-ban pedig levéltárnoknak nevezték ki. 1811-ben lemondott hivataláról, és a jogi tanulmányokra Bécsbe utazott.
1813-ban a moldvai kormány meghívta jogtanácsosnak Jászvásárra, ahol Scarlat Callimachi fejedelem elnöklete alatt a Lascăr testvérekkel és Gheorghe Sturzával együtt a Codul Callimach címen ismert polgári jogi kódexet készítette. A mű szerkezetében és tartalmában az 1811-es osztrák polgári törvénykönyvön alapult, de megjelenik benne a természetjog szelleme is; ezen kívül belekerültek egyes elemek a moldvai szokásjogból, illetve az erdélyi szász jogkönyvből is. A kódexet a fejedelem 1817. július 1-én törvényként hirdette ki. A mű először görög nyelven jelent meg, majd Flechtenmacher gondozásában kiadták román fordítását is. Ezzel a munkával Flechtenmacher a modern román jog megalapozásán kívül jelentősen hozzájárult a román jogi szaknyelv kialakításához is.
1828-ban a moldvai iskolai reform alkalmával Jászvásáron a gimnázium és szeminárium latin nyelvtanárává nevezték ki; korábban Mihai Sturza fejedelmet a német és latin nyelvre tanította. 1830-tól a jászvásári Academia Mihăileană jogi karán a moldvai törvényekről tartott előadásokat román nyelven. Érdemei elismeréseképpen 1835. március 17-én a fejedelem „căminar” rangra, azaz a bojarok negyedik osztályába emelte.
1839-ben röpiratot adott ki Széchenyi Istvánról, benne egy "Hunyadi és Széchenyi" című ódával. Ebben Széchenyit „a Béke héroszának" nevezi, aki „Keletet és Nyugatot testvéri ismerőssé fűzte." (Hasonmás kiadását és magyar fordítását 1991-ben jelentette meg a Magyar Vízügyi Múzeum.)